# Río Cona
El río Cona (del ruso: Река Чона) es un largo río de Rusia localizado en la Siberia asiática, el más largo de los afluentes del río Vilyuy, un subafluente del río Lena. Tiene una longitud de 802 km y drena una cuenca de 40 600 km² (una superficie comparable a la de Suiza).
Administrativamente, el río Cona discurre el óblast de Irkutsk y la república de Saja de la Federación de Rusia.

## Geografía
El río Cona nace en la taiga oriental siberiana que cubre el sur de la meseta de Siberia Central, a unos cuarenta kilómetros al este de la cabecera del Tunguska Inferior (afluente principal del Yenisei). El río discurre directo en dirección al norte, en un curso paralelo al del Tunguska ya citado. Después de recorrer casi 400 kilómetros, cambia de dirección y se vuelve al noreste. Acaba desaguando por la margen derecha en el Vilyuy, a la altura del gran embalse de Vilyuy (Вилюйское водохранилище, Viliouïskoïe vodokhranilichtche). 
Los principales afluentes son el Vakunaika (de 362 km con una cuenca de 10 000 km²) y el Itschoda, por la derecha, y el Dekinde y Delinde, por la izquierda.
En general, el Cona está cubierto por el hielo de octubre hasta mayo. Dado que existen zonas de rápidos el río no es navegable y por ello no hay asentamientos permanentes de importancia en su curso.

## Hidrometria
El caudal del Cona ha sido observado durante 25 años (en el período 1974-1999) en Cona, una localidad situada a 296 km de su confluencia con el Vilyuy, y a una altitud de 244 m.
El caudal interanual medio o módulo observado en la localidad de Cona durante este período fue de 86,9m³/s para una superficie de drenaje de 21 000 km², aproximadamente el 52 % de toda la cuenca del río (de 40 600 km²). La lámina de agua que fluye en la cuenca se eleva a 131 mm/año], que es bastante modesta, pero consistente con las mediciones en los cursos de agua en la mitad sur de la meseta de Siberia Central.
Río alimentado principalmente por el deshielo de la nieve, el Cona es un curso de régimen nival.
La época de crecidas tiene lugar en mayo y a principios de junio, lo que se corresponde con el deshielo de la primavera. En junio, el caudal se reduce considerablemente y esta reducción continúa en julio. A partir de entonces el flujo mensual se estabiliza más o menos hasta el final del otoño. Hay un ligero aumento en septiembre, debido a las lluvias estacionales. El caudal baja de nuevo en noviembre, que da entrada al período de aguas bajas, que va de noviembre a abril, ambos inclusive, y que corresponde a las heladas de invierno que invaden toda Siberia.
La tasa promedio mensual observada en marzo (mínimo de estiaje) es de 1,88 m³/s, sólo el 0,3% del caudal medio de mayo (642 m³/s), que muestra unas variaciones estacionales de amplitud extrema, como la mayoría de los ríos de la cuenca del Lena. Estas diferencias en el flujo mensual puede ser más fuerte aún según los años: en el periodo de observación de 25 años, el flujo mínimo mensual fue de 0,50 m³/s en febrero de 1986, mientras que el caudal mensual máximo ascendió a 908 m³/s en el mayo de 1978.
En cuanto al periodo estival libre de hielo (mayo a septiembre), el tipo mínimo observado fue de 9,66 m³/s en agosto de 1986, un nivel relativamente bajo que implica estiajes de verano bastante severos.
| Caudal medio mensual del Cona en la estación hidrológica de Cona (Datos calculados en 25 años, en m³/s) |
| |